# 베레타 M12

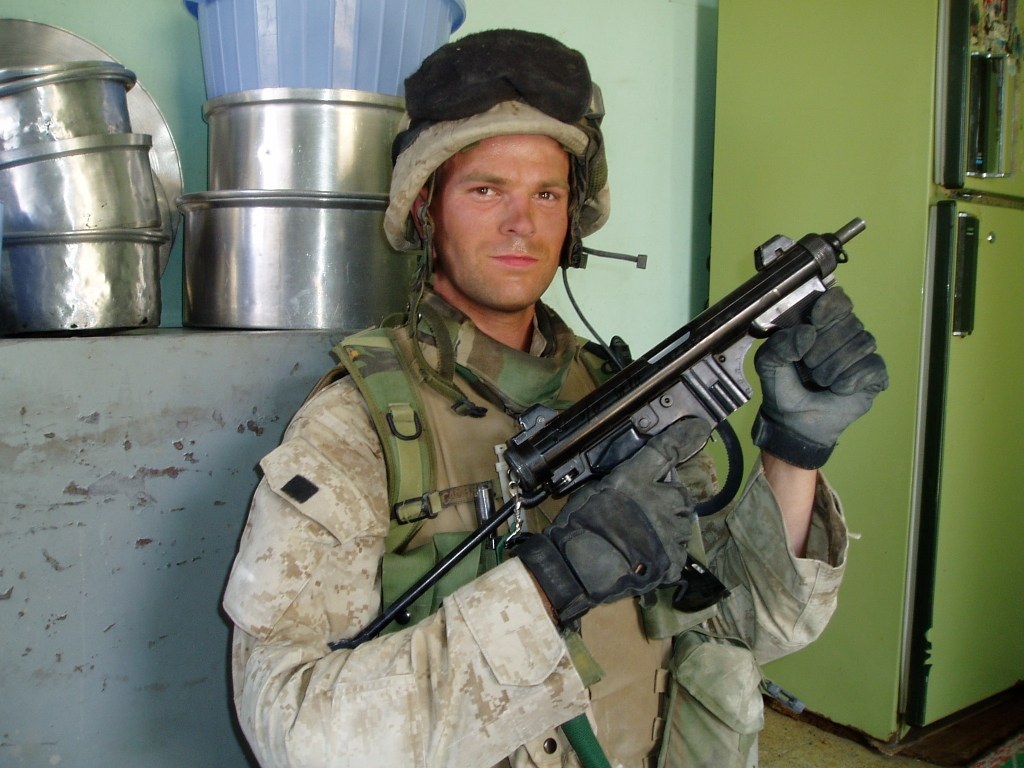
베레타 M12

베레타 M12(이탈리아어: Beretta M12) 또는 PM12(이탈리아어: Pistola Mitralligica)는 9 mm 루거 탄을 사용하는 기관단총이다. 이탈리아 군의 제식 기관단총이다. 1959년에 소개되었다.
개선형으로는 M12S(PM12S)가 있다.

## 같이 보기
- 스펙트레 M4